# Хиджра
Хиджра (на арабски: هِجْرَة – оттегляне) се нарича напускането на град Мека и преместването в гр. Ясриб (Медина ан-Наби) на Мохамед и неговите последователи през 622 г.
Това събитие поставя началото на мюсюлманското летоброене, наричано понякога също хиджра. Месеците раджаб, шаабан, рамадан, шауал и други са част от мюсюлманския календар.